# Microcypris sheyao
Microcypris sheyao is een mosselkreeftjessoort uit de familie van de Cyprididae. De wetenschappelijke naam van de soort is voor het eerst geldig gepubliceerd in 2008 door Hu & Tao.